# Royden Lam
Royden Lam (chinesisch 林鼎智, Pinyin Lín Dǐngzhì, Jyutping Lam4 Ding2zi3, kantonesisch Lam Ting Chi; * 8. September 1975 in Hongkong) ist ein Dartspieler aus Hongkong.

## Karriere
Royden Lam gewann 2009 die Hongkong Open und nahm erstmals an Turnieren der Professional Darts Corporation außerhalb Englands teil. 2010 erreichte Lam beim WDF Asia-Pacific Cup das Viertelfinale und war besonders im Softdart erfolgreich. 2013 nahm Lam an der PDC Qualifying School teil und konnte am letzten Tag eine Tour Card für die PDC Pro Tour gewinnen. Durch diesen Erfolg war er zudem automatisch für die UK Open 2013 qualifiziert. Nach einem Auftaktsieg schied er in der 1. Runde gegen Wayne Jones aus. Durch einen Sieg beim Greater China Qualifier nahm Lam an der PDC World Darts Championship 2014 teil. Nach einem Sieg über Niederländer Gino Vos in seiner WM-Auftaktpartie in der Vorrunde, unterlag er in der ersten Runde Wes Newton aus England mit 1:3. 2014 erfolgte die erstmalige Teilnahme am World Cup of Darts, im Folgejahr erreichte er mit Scott MacKenzie das Viertelfinale. Dies ist zugleich das beste Resultat eines Hongkonger Teams beim World Cup of Darts.
Nachdem Lam seine Tour Card 2015 verloren hatte, konnte er 2017 bei der Q-School diese erneut gewinnen. Auch bei den UK Open 2017 schied Lam erneut in der ersten Runde aus. Obwohl Lam über eine Tour Card verfügte, nahm er bis Mitte des Jahres an keinem Turnier auf der PDC Pro Tour 2017 teil. Es folgte gegen Ende des Jahres ein Erstrunden-Aus beim World Cup of Darts, wo er erstmals mit Kai Fan Leung antrat. Lam nahm am Shanghai Darts Masters 2016 und 2018 teil. 2018 konnte er in der ersten Runde Gary Anderson besiegen und sich somit für die World Series of Darts Finals qualifizieren. Dort unterlag er in der ersten Runde Gerwyn Price. Beim World Cup of Darts 2018 schied er mit Ho Yin Shek gegen Australien mit 1:5 in der ersten Runde aus. Über die PDC Asian Tour, wo Lam 2018 zwei Turniere gewinnen konnte, konnte sich Lam zum zweiten Mal für die PDC World Darts Championship 2019 qualifizieren. Gegen den Niederländer Danny Noppert schied er jedoch mit 0:3 in der ersten Runde aus. 2019 nahm Lam erneut am World Cup of Darts teil und gewann das Dartslive Softtipevent in Malaysia. Im November 2021 konnte Lam sich über den PDC Asian Tour Qualifier Hong Kong zum dritten Mal für die PDC World Darts Championship 2022 qualifizieren, wo er mit 2:3 gegen Keane Barry verlor.
Ende September qualifizierte sich Lam für die PDC Asian Championship 2022. Er gewann dabei gegen Yan Bin Chen aus Taiwan, verlor allerdings gegen RJ Escaros von den Philippinen und schied somit als Gruppenzweiter aus.
Bei den Ulaanbaatar Open, einem Bronze-Turnier der WDF Mitte Juni 2024, spielte sich Lam bis ins Finale, welches er jedoch mit 1:5 gegen Paul Lim verlor. Bei den Mongolian Open zuvor kam Lam ins Viertelfinale und unterlag ebenfalls Lim.

## Weltmeisterschaftsresultate

### PDC
- 2014: 1. Runde (1:3-Niederlage gegen  Wes Newton)
- 2019: 1. Runde (0:3-Niederlage gegen  Danny Noppert)
- 2022: 1. Runde (2:3-Niederlage gegen  Keane Barry)